# Euonymus recurvans
Euonymus recurvans är en benvedsväxtart som beskrevs av Friedrich Anton Wilhelm Miquel. Euonymus recurvans ingår i släktet Euonymus och familjen Celastraceae. Inga underarter finns listade.